# Біге Онал
Біге Онал (народилася 1 лютого 1990 року) — турецька актриса.
Онал народилася 1 лютого 1990 року в Стамбулі.  Її батько Ерхан Онал був колишнім футболістом, який грав за мюнхенську Баварію та Галатасарай . Її мати, Майн Бейсан, колишня модель. Її батьки розлучилися, коли їй було 9 років. Після закінчення французької середньої школи Сен-Бенуа вона вступила до Стамбульського університету Білгі і там закінчила навчання. 
Її перша впізнавана роль була в серіалі TRT 1 Elde Var Hayat в 2010 році, в якому вона зобразила персонажа Єліз.  Потім вона зіграла в «Бенім Адім Гюльтепе» разом із Айчою Бінголь, Мете Хорозоглу, Ілкером Кізмазом та Екін Коч . Її зображення персонажа Назлі стало проривом у її кар'єрі.  У серіалі Netflix 2020 року «Ethos» («Bir Başkadır» турецькою) Онал грає Хайруннісу, дочку ходжі, персонажа, який любить своїх традиційних батьків, але також прагне залишити своє село, щоб отримати вищу освіту, любить «чужу» музику, і має стосунки з іншою жінкою.

## Фільмографія
| Рік            | Назва                       | Роль         | Примітки         |
| -------------- | --------------------------- | ------------ | ---------------- |
| 2007 рік       | Kısmetim Otel               | Гізем        |                  |
| 2010 рік       | Ельде Вар Хаят              | Єліз         | Повторювана роль |
| 2010 рік       | Халіл Ібрагім Софрасі       | Дідем        | Повторювана роль |
| 2011–2012 роки | Величне століття. Роксолана | Рита         | Повторювана роль |
| 2014 рік       | Ясак                        | Жюстін       | Повторювана роль |
| 2014 рік       | Бенім Адім Гюльтепе         | Nazlı        | Головна роль     |
| 2015 рік       | Maral: En Güzel Hikayem     | Алара Геркем | Допоміжна роль   |
| 2016 рік       | Göç Zamani                  | Дідем        | Допоміжна роль   |
| 2017 рік       | Бодрум Масалі               | Лал          | Допоміжна роль   |
| 2018 рік       | Техлікелі Карим             | Седа Челік   | Головна роль     |
| 2018 рік       | Бозкір                      | Тюлай        | Головна роль     |
| 2020 рік       | Захисник (серіал)           | Беррін       | 3–4 сезони       |
| 2020–2021 роки | Постукайся в мої двері      | Селін Атакан | Допоміжна роль   |
| 2020 рік       | Ми зустрілися у Стамбулі    | Хайрунніса   | Допоміжна роль   |
| 2021 рік       | Yeşilçam                    | Газель       | Допоміжна роль   |

| Рік      | Назва               | Роль        | Примітки       |
| -------- | ------------------- | ----------- | -------------- |
| 2017 рік | Оланлар Олду        | Гізем       | Допоміжна роль |
| 2017 рік | Мартиларин Ефендісі | Рюя/Біргюль | Головна роль   |
| 2021 рік | Сен Бен Ленін       | Ніхал       | Допоміжна роль |